# Ołeksij Poroszenko
Ołeksij Petrowycz Poroszenko, ukr. Олексій Петрович Порошенко (ur. 6 marca 1985 w Kijowie) – ukraiński polityk, poseł do Rady Najwyższej VIII kadencji. Syn Petra Poroszenki.

## Życiorys
Ukończył Kijowski Uniwersytet Narodowy im. Tarasa Szewczenki, kształcił się następnie m.in. w London School of Economics. Pracował w przedsiębiorstwach swojego ojca. Gdy Petro Poroszenko przez kilka miesięcy na przełomie lat 2009–2010 pełnił funkcję ministra spraw zagranicznych, Ołeksij Poroszenko otrzymał stanowisko zastępcy kierownika misji handlowo-gospodarczej w konsulacie generalnym Ukrainy w Chinach. Był później członkiem rady regionalnej w Winnicy z ramienia Batkiwszczyny. W 2014 w trakcie konfliktu na wschodniej Ukrainie zgłosił się do oddziałów ochotniczych.
W tym samym roku Ołeksij Poroszenko wystartował w przedterminowych wyborach parlamentarnych z ramienia Bloku Petra Poroszenki. Kandydował w jednym z okręgów obwodu winnickiego, z którego przed objęciem urzędu prezydenta Ukrainy posłował jego ojciec. W wyniku głosowania z 26 października 2014 uzyskał mandat deputowanego VIII kadencji. W ukraińskim parlamencie zasiadał do 2019.
W 2022 opuścił Ukrainę; w 2025 nałożono na niego karę pieniężną za unikanie służby wojskowej w trakcie inwazji Rosji na Ukrainę.